# Шаханов, Василий Максимович
Василий Максимович Шаханов — советский хозяйственный, государственный и политический деятель.

## Биография
Родился в 1910 году в деревне Красики. Член ВКП(б) с 1932 года.
С 1932 года — на хозяйственной, общественной и политической работе. В 1932—1953 гг. — преподаватель, заместитель директора Суздальского сельскохозяйственного техникума по учебной части, директор Плесского сельскохозяйственного техникума, заместитель заведующего, заведующий Отделом Марийского областного комитета ВКП(б), 1-й секретарь Ронгинского районного комитета ВКП(б), инструктор ЦК ВКП(б), заведующий Сектором ЦК ВКП(б), инспектор ЦК ВКП(б), председатель Исполнительного комитета Орловского областного Совета, на советской работе в Москве.
На 1981 год - заместитель заведующего отделом Управления Делами Совета Министров РСФСР. 
Избирался депутатом Верховного Совета РСФСР 3-го созыва.
Умер в Москве после 1990 года.